# Stéphane Degout
Ne doit pas être confondu avec Stéphane de Groodt.
Stéphane Degout, né le 9 juin 1975, est un artiste lyrique français, baryton, au répertoire varié qui se produit sur les scènes d'opéra et dans des récitals de lieder. 

## Biographie

### Débuts
Il a grandi à Saint-Jean-de-Niost, dans l'Ain et vit depuis 1995 à Lyon.
Après une formation de théâtre au lycée Saint-Exupéry à Lyon, il entre au Conservatoire national supérieur de musique de Lyon dans la classe de Margreet Honig en 1995, puis à l'atelier lyrique et dans la troupe de l'opéra national de Lyon de 1998 à 2001, où il suit l'enseignement de Gary Magby.
Stéphane Degout commence sa carrière dans le rôle de Papageno dans La Flûte enchantée, au sein de l'Académie Européenne de Musique du festival d'Aix-en-Provence en juillet 1998. Il y a notamment suivi les masterclasses de Régine Crespin, Gundula Janowitz, Graziella Sciutti et Claudio Desderi (it).

### Carrière
L'un de ses premiers rôles remarqués est celui de Pelléas dans Pelléas et Mélisande où « sa sensibilité vibrante et sa clarté » sont soulignées lors de représentations au Theater an der Wien. Sa prestation à l'Opéra de Paris dans la mise en scène de Robert Wilson en 2015 est à nouveau saluée « Doté d’un timbre plaisant et d’une diction française limpide, Stéphane Degout,  se réaffirme comme un Pelléas vocalement idéal ; il est attirant sans jouer les séducteurs… ». En 2018 à l'Opéra-Comique, il chante le rôle de Golaud dans une version-concert.
Il aborde d'autres rôles du répertoire français notamment de la période baroque tels que, en 2012 à l'Opéra Garnier, celui de Thésée dans Hippolyte et Aricie, celui d'Oreste dans Iphigénie en Tauride en 2019 au théâtre des Champs Elysées dans une mise en scène de Robert Carsen
Dans le répertoire français classique et romantique, il est Hercule dans Alceste en 2014, Chorèbe dans Les Troyens en 2018, à l'Opéra de Paris, Mercutio dans Roméo et Juliette ou encore dans le rôle-titre de Hamlet où il se produit à la Monnaie de Bruxelles en 2013. Sa prestation est ainsi saluée « La première distribution que nous avons vue ce mardi est très largement dominée par la prestation époustouflante d’intensité, d’émotion contenue et d’intégrité qu’a livrée Stéphane Degout dans un rôle énorme et qui semble taillé pour lui ». Il reprend avec succès le rôle en 2018 à l'Opéra-Comique sous la direction de Louis Langrée et l'une des représentations est enregistrée pour un DVD qui sort en 2020 sous le label de Naxos. Il incarne également à plusieurs reprises le rôle d'Albert dans Werther, notamment à l'Opéra de Paris.
Stéphane Degout chante également des rôles du répertoire italien, le plus souvent à l'Opéra de Paris,  comme Dandini dans La Cenerentola,  Guglielmo dans Così fan tutte, le Comte Almaviva dans Les Noces de Figaro, Ulisse dans Il ritorno d’Ulisse in patria et les rôles-titres de  (en) de Francesco Bartolomeo Conti et de l'Orfeo de Monteverdi, Schaunard dans la Bohème,
Dans le répertoire allemand, il se distingue dans le rôle de Wolfram de Tannhauser dans la mise en scène de Robert Carsen, à l'Opéra de Paris en 2012 après le petit rôle de Harlequin dans Ariadne auf Naxos en 2004 et le double rôle de Frank et de Fritz dans Die Tote Stadt en 2009,.
Il fait également une prise de rôle remarquée dans le rôle-titre d'Eugène Onéguine, à la Monnaie à Bruxelles puis à Toulouse en 2024, la critique du Monde soulignant alors « Sombre, et presque impérieux, Stéphane Degout campe un Onéguine d’une grande violence, prédateur dont la vocalité sans faille se pare de couleurs incandescentes, d’éclats volcanique »
Au cours de sa carrière, il participe également à plusieurs reprises à la création d'opéras contemporains comme l'opéra de Benoit Mernier La Dispute en 2013, les opéras de Philippe Boesmans Au monde en 2014 au Théâtre royal de la Monnaie et Pinocchio en 2017 au Festival d'Aix-en-Provence, ainsi qu'à celui de Lessons in Love and Violence de George Benjamin en 2018 et aux multiples reprises qui ont suivi, et enfin à la création de Festen de Mark-Anthony Turnage au Royal Opera House de Londres en 2025.
Stéphane Degout est également un chanteur de lieder et se produit régulièrement dans des récitals avec piano. Son répertoire comprend notamment des mélodies et Lieder de Alban Berg, Hector Berlioz, Lili Boulanger, Nadia Boulanger, Johannes Brahms, Emmanuel Chabrier, Ernest Chausson, Claude Debussy, Henri Duparc, Antonín Dvořák, Gabriel Fauré, Charles Gounod, Reynaldo Hahn, Franz Liszt, Gustav Mahler, Hans Pfitzner, Francis Poulenc, Maurice Ravel, Camille Saint-Saens, Franz Schubert, Robert Schumann, Richard Strauss, Rita Strohl, Hugo Wolf.

### Distinction
Chevalier de l'ordre des Arts et des Lettres (2012)

### Prix et récompenses
- 2012 : Artiste lyrique de l'année des Victoires de la musique classique[21],[22].
- 2018 : Personnalité musicale de l'année du Grand prix de la Crititque
- 2019 : Artiste lyrique de l'année des Victoires de la musique classique[21],[22].
- 2022 : Prix du meilleur chanteur de l'année 2022, International Opera Awards[23]

## Discographie et vidéographie

### CD
- Ein deutsches Requiem, version de Londres, direction Laurence Equilbey, avec Sandrine Piau, éditions Naïve , Paris 2003
- Requiem, direction Laurence Equilbey, avec Sandrine Piau, éditions Naïve 2008, Paris.
- Giacomo Puccini, La Bohème, direction Bertrand de Billy, avec Anna Netrebko (Mimi), Nicole Cabell (Musetta), Rolando Villazon (Rodolfo), Boaz Daniel (Marcello), Vitalij Kowaljow (Colline), Stéphane Degout (Schaunard). éditions Deutsche Grammophon 2007 ; Munich.
- Ein deutsches Requiem, direction Yannick Nézet-Séguin, avec Elizabeth Watts, London Philharmonic Orchestra, Londres 2009
- Mélodies, mélodies françaises, avec Hélène Lucas (piano). Éditions Naïve, 2011.
- Une Fête Baroque, enregistrement du concert donné à l'occasion des dix ans du Concert d'Astrée. Direction Emmanuelle Haïm. éditions Virgin Classics 2012 ; Théâtre des Champs-Élysées, Paris.
- Philippe Boesmans, Au monde, direction Patrick Davin, mise en scène et livret Joël Pommerat, avec Patricia Petibon (la seconde fille), Yann Beuron (le mari de la fille ainée), Frode Olsen (le père), Charlotte Hellekant (la fille aînée), Werner Van Mechelen (le fils aîné), Fflur Wyn,  Ruth Olaizola (la femme étrangère), Stéphane Degout (Ori). CD éditions Cyprès  ; La Monnaie Bruxelles - 2014
- François Couperin, Ariane consolée par Bacchus, direction Christophe Rousset, Les Talens Lyriques. Editions Aparté, 2016.
- Histoires Naturelles, mélodies de Francis Poulenc et Maurice Ravel, avec Cédric Tiberghien (piano), Alexis Descharmes (violoncelle) et Matteo Cesari (flûte). Éditions B'Records, 2017.
- Les Troyens, direction John Nelson, avec Marie-Nicole Lemieux (Cassandre), Joyce di Donato (Didon), Marianne Crebassa (Ascagne), Hanna Hipp (Anna), Agnieszka Slawinska (Hécube), Michael Spyres (Enée), Stanislas de Barbeyrac (Hélénus, Hylas), Cyrille Dubois (Lopas), Nicolas Courjal (Narbal), Jean Teitgen (Hector, Mercure), Philippe Sly (Panthée), Frédéric Caton (Soldat), Jérôme Varnier (Sentinelle), Richard Rittelmann (Capitaine), Bertrand Grunewald (Priam), Stéphane Degout (Chorèbe). CD éditions Erato , Philharmonie de Strasbourg - 2017
- Enfers, extraits des opéras de Jean-Philippe Rameau et Christoph Willibald Gluck, ensemble Pygmalion, direction Raphaël Pichon, avec Sylvie Brunet-Grupposo, Emmanuelle de Negri, Stanislas de Barbeyrac, Reinoud van Mechelen, Nicolas Courjal, Thomas Dolié, Mathias Vidal. CD éditions Harmonia Mundi 2018.
- Marc-Antoine Charpentier, Première Leçon de Ténèbres du mercredi Saint H 120, troisième Leçon de Ténèbres du mercredi Saint H 123, Ensemble Arcangelo, direction Jonathan Cohen, avec Samuel Boden, éditions Hypérion 2018, Londres.
- Harmonie du Soir, mélodies de Claude Debussy. Avec Alain Planès, Sophie Karthäuser et Eugene Asti. Harmonia Mundi 2018.
- Les Nuits d'été. Avec François Xavier Roth et les Siècles. Harmonia Mundi 2019.
- Poèmes d'un jour, mélodies et Lieder de Gabriel Fauré, Johannes Brahms et Robert Schumann, avec Simon Lepper (piano). Éditions B'Records, 2019.
- Ambroise Thomas, Hamlet, direction Louis Langrée, mise en scène Cyril Teste, avec Sabine Devieilhe, Sylvie Brunet-Grupposo, Laurent Alvaro, Julien Behr, Jérôme Varnier, Kevin Amiel, Yoann Dubruque, Nicolas Legoux. Editions Naxos 2019.
- Epic - Lieder & Balladen de Johannes Brahms, Carl Löwe, Franz Schubert, Robert Schumann, Franz Liszt, Hugo Wolf. Avec Dame Felicity Palmer, Marielou Jacquard et Simon Lepper. Editions Harmonia Mundi, 2020.
- Gustav Mahler, Das Lied von der Erde, direction Maxime Pascal, ensemble Le Balcon, avec Kevin Amiel. Editions B'Records 2022.
- Mein Traum, extraits des œuvres de Franz Schubert, Carl Maria von Weber et Robert Schumann. Ensemble Pygmalion, direction Raphaël Pichon, avec Sabine Devielhe et Judith Fa - Harmonia Mundi 2022[24]
- La Passion selon Saint Matthieu, direction Raphaël Pichon, Ensemble Pygmalion, Julian Prégardien (Evangéliste), Sabine Devieilhe, Lucile Richardot, Reinoud van Mechelen, Hana Blažíková, Tim Mead, Emiliano Gonzalez Toro, Christian Immler, Stéphane Degout (Jésus). Harmonia Mundi, 2022.
- Les Heures claires, intégrale des mélodies de Nadia et Lili Boulanger, avec Anne de Fornel, Lucile Richardot, Raquel Camarinha, Emmanuelle Bertrand, Sarah Nemtanou. CD éditions Harmonia Mundi 2022.
- La Belle Maguelone de Johannes Brahms, avec Marielou Jacquard, Alain Planès et Roger Germser. CD éditions Harmonia Mundi - 2023[25]
- Rita Strohl, Vol. 1, Musique Vocale. Avec Elsa Dreisig, Adèle Charvet, Olivia Dalric, Célia Oneto Bensaid, Florian Caroubi, Romain Louveau, Stéphane Degout. CD éditions La Boîte à Pépites 2023[26]
- Gabriel Fauré, Mélodies, avec Alain Planès. Harmonia Mundi 2024.

### DVD
- Werther, direction Michel Plasson, avec Susan Graham (Charlotte), Sandrine Piau (Sophie), Thomas Hampson (Werther), Stéphane Degout (Albert). DVD, éditions Virgin Classics Théâtre du Châtelet, Paris 2004
- Les Boréades, direction William Christie, mise en scène Robert Carsen, avec Barbara Bonney (Alphise), Paul Agnew (Abaris), Laurent Naouri (Borée), Toby Spence (en) (Calisis), Nicolas Rivenq (Adamas et Apollon), Stéphane Degout (Borilée). DVD éditions Opus Arte 2004 ; Palais Garnier, Paris.
- Così fan tutte, direction Daniel Harding, mise en scène Patrice Chéreau, avec Ruggero Raimondi (Don Alfonso), Barbara Bonney (Despina), Erin Wall (Fiordiligi), Elīna Garanča (Dorabella), Shawn Mathey (Ferrando), Stéphane Degout (Guglielmo). DVD éditions Virgin Classics 2005 ; Festival d'Aix-en-Provence.
- Così fan tutte, direction Manfred Honeck, mise en scène Ursula et Karl Ernst Hermann, avec Thomas Allen (Don Alfonso), Helen Donath (Despina), Ana Maria Martinez (Fiordiligi), Sophie Koch (Dorabella), Shawn Mathey (Ferrando), Stéphane Degout (Guglielmo). DVD éditions DECCA ; festival de Salzburg - 2007
- Pelléas et Mélisande, direction Bertrand de Billy, mise en scène, Laurent Pelly, avec Natalie Dessay (Mélisande), Marie-Nicole Lemieux (Geneviève), Beate Ritter (Yniold), Laurent Naouri (Gollaud), Philip Ens (Arkel), Tim Mirfin (le médecin et le berger), Stéphane Degout (Pelléas). DVD éditions Virgin Classics 2009, Theater an der Wien, Wien.
- Le Comte Ory, direction Maurizio Benini, mise en scène Bartlett Sher, avec Juan Diego Florez (le Comte Ory), Diana Damrau (La Comtesse Adèle), Joyce DiDonato (Isolier), Michele Pertusi (Le Gouverneur), Susanne Resmark (Dame Ragonde), Monica Yunus (Alice), Stéphane Degout (Raimbaud). DVD, éditions Virgin Classics  ; Metropolitan Opera, New York - 2012
- Pelléas et Mélisande, direction Philippe Jordan, mise en scène, Robert Wilson, avec Elena Tsallagova (Mélisande), Anne Sofie von Otter (Geneviève), Julie Mathevet (Yniold), Vincent Le Texier (Gollaud), Franz Josef Selig (Arkel), Jérôme Varnier (le médecin et le berger), Stéphane Degout (Pelléas). DVD éditions Naïve , Opéra national de Paris, Paris - 2013
- Hippolyte et Aricie, direction William Christie, mise en scène Jonathan Kent, avec Christiane Karg (Aricie), Ed Lyon (Hippolyte), Sarah Connolly (Phèdre), François Lis (Pluton), Stéphane Degout (Thésée). DVD éditions Opus Arte 2013 ; Festival de Glyndebourne.
- Hippolyte et Aricie, direction Emmanuelle Haïm, mise en scène Ivan Alexandre, avec Anne-Catherine Gillet (Aricie), Topi Lehtipuu (Hippolyte), Sarah Connolly (Phèdre), François Lis (Pluton), Jérôme Varnier (Neptune) Stéphane Degout (Thésée). DVD éditions Erato - 2012
- Philippe Boesmans, Pinocchio, direction Patrick Davin, mise en scène et livret Joël Pommerat, avec Chloé Briot (le Pantin), Marie-Eve Munger (la Fée), Julie Bouliane (le Mauvais Elève, la Chanteuse de Cabaret), Yann Beuron (le Directeur du Cirque, le Vendeur d'ânes), Vincent Le Texier (le Père), Stéphane Degout (le Directeur de la troupe). CD/DVD éditions Cyprès . La Monnaie Bruxelles - 2018
- George Benjamin, Lessons in Love and Violence, direction George Benjamin, livret de Martin Crimp, mise en scène Katie Mitchell, avec Barbara Hannigan, Gyula Orendt, Peter Hoare, Sam Boden, Krisztina Szabo, Jenni France, Andri Björn Róbertsson, Ocean Victoria Barrington-Cook. Opus Arte 2019.
- Hamlet - avec Stéphane Degout, Sabine Deiviehle, direction musicale de Louis Langrée - Naxos - 2019[27]
- Così fan tutte, direction Thomas Hengelbrock, mise en scène Jonathan Miller, avec Thomas Allen (Don Alfonso), Rebecca Evans (Despina), Maria Bengtsson (Fiordiligi), Jurgita Adamonytė (Dorabella), Pavol Breslik (Ferrando), Stéphane Degout (Guglielmo). DVD éditions Opus Arte 2021
- Faust, direction Dan Ettinger, mise en scène David McVicar, avec Michael Fabiano (Faust), Irina Lungu (Marguerite), Erwin Schrott (Méphistophélès), Marta Fontanals-Simmons (Siébel), Carole Wilson (Marthe Schwertlein), German E. Alcantara (Wagner), Stéphane Degout (Valentin). DVD éditions Opus Arte 2021
- Hippolyte et Aricie, direction Raphaël Pichon, Ensemble Pygmalion, mise en scène Jeanne Candel, avec Elsa Benoit (Aricie), Reinoud van Mechelen (Hippolyte), Sylvie Brunet-Grupposo (Phèdre), Séraphine Cotrez (Œnone), Léa Desandre (Prêtresse) Arnaud Richard (Pluton, Neptune), Edwin Fardini (Tisiphone), Eugénie Lefèvre (Diane), Stéphane Degout (Thésée). DVD éditions Naxos 2021
- Lakmé -  direction Raphaël Pichon, Ensemble Pygmalion, mise en scène Laurent Pelly, avec Sabine Devielhe (Lakmé), Frédéric Antoun (Gérald), Ambroisine Bré (Malika), François Rougier (Hadji), Mireille Delunsch (Mistress Bentson), Marielou Jacquard (Rose), Elisabeth Boudreault (Ellen), Philippe Estèphe (Frédéric), Stéphane Degout (Nilakantha). DVD éditions Naxos 2023 ;
- Eugène Onéguine de Piotr Ilitch Tchaïkovski, direction Alain Altinoglu, mise en scène Laurent Pelly, avec Sally Matthews (Tatiana), Bogdan Volkov (Lenski), Lilly Jorstad (Olga), Nicolas Courjal (Gremin), Bernadetta Grabias (Larina), Christina Melis (Filippyevna). DVD éditions Naxos ; Théatre Royal de la Monnaie 2023.